# Brown Album (Primus)
Brown Album ist das fünfte Studioalbum der Band Primus. Es erschien 1997 bei Interscope Records.

## Hintergrund
Brown Album ist das erste Album der Band Primus mit Schlagzeuger Bryan Mantia nach dem Weggang des bisherigen Schlagzeugers Tim Alexander.
Aus dem am 8. Juli 1997 auf Interscope Records erschienenen Album wurden die zwei Singles Shake Hands with Beef und Over the Falls ausgekoppelt.

## Titel
Texte: Les Claypool, Musik: Primus.
| Nr.          | Titel                                  | Länge |
| ------------ | -------------------------------------- | ----- |
| 1.           | The Return of Sathington Willoughby    | 5:04  |
| 2.           | Fisticuffs                             | 4:25  |
| 3.           | Golden Boy                             | 3:05  |
| 4.           | Over the Falls                         | 2:41  |
| 5.           | Shake Hands with Beef                  | 4:02  |
| 6.           | Camelback Cinema                       | 4:00  |
| 7.           | Hats Off                               | 1:57  |
| 8.           | Puddin' Taine                          | 3:37  |
| 9.           | Bob's Party Time Lounge                | 4:44  |
| 10.          | Duchess and the Proverbial Mind Spread | 3:30  |
| 11.          | Restin' Bones                          | 4:29  |
| 12.          | Coddingtown                            | 2:52  |
| 13.          | Kalamazoo                              | 3:31  |
| 14.          | The Chastising of Renegade             | 5:03  |
| 15.          | Arnie                                  | 3:54  |
| Gesamtlänge: | Gesamtlänge:                           | 56:54 |

## Besetzung

### Primus
- Les Claypool – Bass, Kontrabass, Gesang
- Larry LaLonde – Gitarre
- Bryan Mantia – Schlagzeug

## Rezeption
Siggy Zielinsky von den Babyblauen Seiten gibt dem Album eine Wertung von 10/15: „‚Brown Album‘ bietet den mächtigsten Bass/Drum-Sound, der mir bisher untergekommen ist. Zum Bassriff bzw. melodischer Basslinie, und zum präzisen Schlagzeug mit dem Charme einer Dampfwalze, trägt Les Claypool seine abgefahrenen Texte vor, die manchmal von einer griffigen Melodie getragen werden. Ach ja, da wäre noch ein Gitarrist, der keine andere Wahl hat, als im Hintergrund zu bleiben oder das trotz alledem flink anmutende Rhythmusteam zu begleiten. … In der powervollen, schrägen Einfachheit liegt hier die groovende Kraft. ‚Brown Album‘‚ scheint als Einstieg in die unsinnige Welt von Primus bestens geeignet.“